# Сатпаєвська міська адміністрація
Сатпа́євська міська адміністрація (каз. Сәтбаев қаласы әкімдігі, рос. Сатпаевская городская администрация) — адміністративна одиниця у складі Улитауської області Казахстану, прирівнена до району. Адміністративний центр — місто Сатпаєв.
Населення — 68238 осіб (2021; 68536 у 2009, 68022 у 1999, 72171 у 1989).
Станом на 1989 рік існувала Нікольська міська рада, до складу якої входили місто Нікольський та Джезказганська селищна рада (смт Джезказган); також існувала Сатпаєвська селищна рада (смт Сатпаєв) у складі Джезказганської міської ради. З 1990 року Нікольська міська рада була перейменована у Сатпаєвську. До складу Жезказганської селищної адміністрації Сатпаєвської міської адміністрації було включене село Сатпаєв (колишнє смт Сатпаєв). 2024 року було ліквідовано Жезказганську селищну адміністрацію та селище Жезказган, село Сатпаєв перейшло у пряме підпорядкування Сатпаєвської міської адміністрації.

## Склад
До складу міської адміністрації входять місто Сатпаєв та село Сатпаєв:
| Населений пункт     | Населення, осіб (1989) | Населення, осіб (1999) | Населення, осіб (2009) | Населення, осіб (2021) |
| ------------------- | ---------------------- | ---------------------- | ---------------------- | ---------------------- |
| Сатпаєв             | 58717                  | 58652                  | 60105                  | 67456                  |
| --Жезказган, селище | 13042                  | 8963                   | 8183                   | 627                    |
| Сатпаєв             | 412                    | 407                    | 248                    | 155                    |